# 孙军民
孙军民（1970年9月—），女，汉族，北京人。中国共产党党员，中华人民共和国政治人物。曾任中共北京市西城区委书记。2022年6月，当选为中共北京市委常委。同年7月，兼任市委政法委书记。2024年11月，改兼市委宣传部部长。